# دونوویلا
دونوویلا (به لاتین: Dunuwila) یک منطقهٔ مسکونی در سری‌لانکا است که در استان مرکزی (سری‌لانکا) واقع شده‌است.